# Білоусівський рудник
Білоусівський рудник – колишнє гірничодобувне підприємство на сході Казахстану, яке вело розробку колчедан-поліметалічного родовища.
Видобуток з Білоусівського родовища вели ще в доісторичні часи («чудські копальні). Саме орієнтуючись на стародавні виробітки родовище повторно відкрив у 1797 році гірничий майстер Білоусов і в 1799-му почався новий етап розробки. У 1887 році через падіння цін на мідь рудник закрили, після чого шахти виявились затопленими підземними водами.
У 1925-му радянський уряд передав у концесію англійській компанії Lena Limited Goldfields (за якою стояли колишні російські бізнесмени) численні копальні від Уралу до Якутії. Концесіонери так і не встигли узятись за відновлення Білоусівського рудника, коли в 1930-му угоду з ними розірвали. У наступні роки додаткові геологорозвідувальні роботи виявили значні поклади на глибинах від 250 до 500 метрів, що заклало основи для повномасштабної розробки родовища.
Втім, розвиток майданчику зайняв чимало часу, так, у 1941-му за звітом комбінату «Алтайполіметал» (до 1945-го об’єднував всі рудники на території теперішньої Східно-Казахстанської області) Білоусівський рудник видобув лише 81 тисячу тон руди, переробив 31 тисячу тон та випустив 3 тисячі тон мідних та 3,6 тисячі тон цинкових концентратів.
Нарешті, в 1945-му почала роботу Білоусівська збагачувальна фабрика і друга половина 20 століття стала найбільш продуктивною в історії родовища. У цей час Білоусівський рудник діяв у складі Іртишського поліметалічного комбінату, а розробка велась з використанням шахт «Капітальна», «Нова», «Скіпова» та «Вентиляційна».
Наприкінці 1990-х активи колишнього Іртишського комбінату перейшли під контроль корпорації «Казахмис», яку з 2014-го унаслідок реорганізації змінила KAZ Minerals. При цьому безпосередній контроль над активами спершу здійснювали через компанію «ВостокКазмедь», а потім вони стали Іртишським виробничим комплексом ТОВ «Шығыстүстімет» («Востокцветмет»).
За 9 місяців 2008 року Білоусівський рудник видав 177 тисяч тон руди, що було на 62% більше, ніж за аналогічний період попереднього року. Втім, вже у листопаді 2008-го на тлі світової фінансової кризи «Казахмис» ухвалила рішення про закриття рудника.
У 2016-му видобуток відновили, проте в 2018-му Білоусівський рудник знову поставили на суху консервацію. Хоча за родовищем ще рахується 12 млн тон запасів, проте собівартість їх видобутку з глибини у 600 метрів не дозволяє отримати позитивний економічний ефект.